# Fuente de Oro
Fuente de Oro – miasto w Kolumbii, w departamencie Meta.